# Ácido nitrosilsulfúrico
O ácido nitrosilsulfúrico é o composto químico de fórmula NOHSO4. É um sólido incolor que é utilizado industrialmente na produção de caprolactama, e anteriormente fazia parte do processo de câmara de chumbo para produzir ácido sulfúrico. O composto é o anidrido misto do ácido sulfúrico e ácido nitroso.
Na química orgânica, é usado como reagente para nitrosilação, como um agente diazotizante, e como um agente oxidante.

## Síntese e reações
Um procedimento típico envolve a dissolução de nitrito de sódio em ácido sulfúrico frio:
HNO2 + H2SO4 → NOHSO4 + H2O
Também pode ser preparado pela reação de ácido nítrico e dióxido de enxofre.
NOHSO4 é usado na química orgânica para preparar sais de diazônio a partir de aminas, como por exemplo na Reação de Sandmeyer. Reagentes transportadores de NO relacionados incluem tetrafluoroborato de nitrosônio ([NO]BF4) e cloreto de nitrosila.
Na indústria, a reação de nitrosodecarboxilação entre o ácido nitrosilsulfúrico e ácido ciclohexanocarboxílico é usado para gerar caprolactama:

## Segurança
O ácido nitrosilsulfúrico é um material perigoso e precauções devem ser tomadas.